# Hanpen
L'hanpen (半片?) è un tipo di kamaboko bollito dalla consistenza spugnosa che viene preparato mescolando del surimi con altri ingredienti, come, per esempio, l'igname giapponese. Ha diverse varianti regionali come l'hanpen galleggiante di Tokio e Chōshi, l'hanpen nero di Shizuoka e l'anpei di Osaka. Quando i giapponesi dicono solo hanpen solitamente si riferiscono all'hanpen galleggiante.

## Origine del nome
Secondo una teoria molto diffusa il nome del piatto deriva dal nome di un cuoco di Suruga, Hanpei (半平?), che avrebbe inventato la pietanza. Vi sono però altre teorie, tra cui quella che afferma che il nome del piatto deriverebbe dalla forma a mezzaluna (半月?, hangetsu) del coperchio della ciotola in cui viene posto.

## Tipi dihanpen

### Hanpengalleggiante
L'hanpen galleggiante (浮きはんぺん?, uki hanpen) viene prodotto utilizzando surimi di verdesca, patate dolci e addensanti per renderlo spugnoso, e viene cotto facendolo galleggiare in acqua calda. Vengono però usate anche altre specie di squali, come l'ossirina. Inoltre, grazie all'ausilio di macchine schiumogene, il numero di hanpen a base di surimi di merluzzo d'Alaska è in aumento.

### Hanpennero

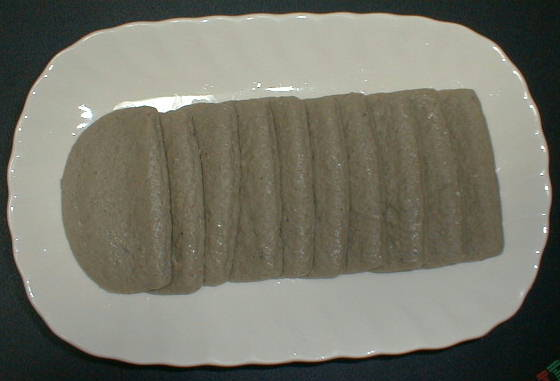
Hanpen nero

Nella prefettura di Shizuoka viene prodotto l'hanpen nero (黒はんぺん?, kuro hanpen), fatto con sgombri e sardine e poi modellato a forma di mezzaluna.

### Anpei
Nell'area di Kyoto e Osaka esiste un piatto a base di surimi chiamato anpei (餡平?). Il surimi che lo compone di solito è fatto con il grongo indoeuropeo, ma vengono usati anche altri tipi di pesce bianco.

## Fonti
1. 1 2   nikkama.jp,  https://www.nikkama.jp/wp-content/uploads/kamaboko-J.pdf.
2. 1 2 3 4   ichimasa.co.jp,  https://www.ichimasa.co.jp/enjoy/pdf/kamaboko_bible.pdf.
3. 1 2 3   小林正三, はんぺん加工に用いるヨシキリザメの品質評価方法, in 千葉県水産総合研究センター研究報告, n. 9, 千葉県水産総合研究センター, mar 2015,  pp. 1-7, ISSN 1881-0594 (WC · ACNP). URL consultato il 27 ottobre 2021.
4. ↑  (JA) 精選版 日本国語大辞典, 餡平(あんぺい)とは？ 意味や使い方, su コトバンク. URL consultato il 3 novembre 2023.